# Agusan Marsh Wildlife Sanctuary
Het Agusan Marsh Wildlife Sanctuary is een uitgestrekt natuurgebied in het zuiden van de Filipijnen dat zich kenmerkt door een hoge biodiversiteit. Het gebied is 148,36 km² groot en werd in 1998 door president Fidel Ramos uitgeroepen tot beschermd gebied. Het gebied bevindt zich in het stroomgebied van de Agusan en bestaat uit een complex van zoetwatermoeras en waterlopen met een groot aantal ondiepe meren en meertjes.
Het moerasgebied is een belangrijke habitat van watervogels zoals eenden en reigers en andere roeipotigen. Daarnaast leven er diverse andere zeldzame en bijzondere vogelsoorten voor zoals de Indische slangenhalsvogel (Anhinga melanogaster) en de purperkoet (Porphyrio porphyrio) en bedreigde Filipijns-endemische soorten als de Filipijnse kuifarend (Nisaetus philippensis), de hoefijzermuskaatduif (Ducula carola) en Winchells ijsvogel (Halcyon winchelli). Ook de Filipijnse apenarend is in het gebied waargenomen. In totaal telt het gebied 102 verschillende vogelsoorten.
In het Agusan Marsh Wildlife Sanctuary komen ook veel reptielensoorten voor. Voorbeelden daarvan zijn de netpython (Python reticulatus), de Filipijnse brilslang (Naja philippinensis), de watervaraan (Varanus salvator) en vliegende draakjes als Draco ornatus en Draco bimaculatus. Ook komen zowel de Filipijnse krokodil (Crocodylus mindorensis) als de zeekrokodil (Crocodylus porosus) in dit gebied voor.
In het gebied wonen ook een paar duizend mensen. De meeste daarvan behoren tot diverse etnische minderheidsgroeperingen, merendeel Manobos. Zij wonen op drijvende woningen, gemaakt van bamboe en nipa.